# Planeta globo ocular

El efecto de rotación sincrónica se puede apreciar a menor escala (izquierda) con la Luna y la Tierra.

Un planeta globo ocular es un tipo de planeta con rotación sincrónica, esto significa que su rotación coincide con su órbita, haciendo que una de sus caras siempre apunte a su estrella, debido a esto tiene características geográficas distintivas que se asemejan a un ojo. Esta categoría se utiliza principalmente en planetas terrestres donde puede haber líquidos presentes, en los que el acoplamiento de marea induce un gradiente térmico espacialmente dependiente (el planeta está más caliente en el lado que apunta a estrella y más frío en el lado opuesto). Por lo tanto, este gradiente puede limitar los lugares en los que hay líquido en la superficie a áreas en forma de anillo o disco. 
Los planetas de este tipo tienen tendencia a formarse alrededor de enanas rojas, estrellas pequeñas y relativamente frías cuya zona de habitabilidad está más cerca que la órbita de Mercurio alrededor del Sol.
Dichos planetas se dividen en planetas globo ocular "caliente" y "frío", dependiendo de qué lado del planeta esté presente el líquido y qué tan cerca esté de su estrella. Un planeta globo ocular "caliente" generalmente está más cerca de su estrella anfitriona, y el centro del "ojo", frente a la estrella (lado del día), está hecho de roca, mientras que el líquido está presente en el lado opuesto (lado de la noche). Un planeta globo ocular "frío", generalmente más alejado de la estrella, tendrá líquido en el lado que mira hacia la estrella anfitriona, mientras que el resto de su superficie está hecha de hielo y roca. 
Los planetas globo ocular pueden ser comunes y posiblemente podrían albergar vida. El objeto de interés Kepler 2626-01 es potencialmente un planeta globo ocular.
El sistema TRAPPIST-1 puede contener varios de estos planetas.